# Parantica apoxanthus
Parantica apoxanthus är en fjärilsart som beskrevs av Clench 1958. Parantica apoxanthus ingår i släktet Parantica och familjen praktfjärilar. Inga underarter finns listade i Catalogue of Life.